# Аскерли, Эльмин Хусамеддин оглы
Эльмин Хусамеддин оглы Аскерли (азерб. Əsgərli Elmin Hüsaməddin oğlu; 28 сентября 1995, Баку, Азербайджан) — азербайджанский футболист, амплуа — нападающий.

## Клубная карьера
Профессиональную карьеру футболиста начал в 2012 году с выступления в составе клуба Первого Дивизиона ФК «Локомотив-Баладжары». Далее Эльмин Аскерли переходит в состав клуба Премьер-Лиги ФК «Баку», в дубле которого начинает свои выступления в 2013 году. Защищал также цвета юношеского состава «полосатых» (до 19 лет), в составе которого стал чемпионом Азербайджана в Лиге U-19. Стал автором единственного мяча в ворота соперника, в последнем туре чемпионата, который принес победу бакинцам и чемпионский титул.
С 2014 года защищает также цвета основного состава бакинцев. Дебютировал в основе ФК «Баку» 16 августа 2014 года, в матче II тура Топаз Премьер-лиги против ФК «Нефтчи» Баку.

### Чемпионат
Статистика выступлений в чемпионате Азербайджана по сезонам:
| № | Сезон       | Клуб        | Игр | Голов | В запасе |
| - | ----------- | ----------- | --- | ----- | -------- |
| 1 | 2012 / 2013 | «Локомотив» | 10  | 2     | 0        |
| 2 | 2013 / 2014 | «Баку»      | 0   | 0     | 0        |
| 3 | 2014 / 2015 | «Баку»      | 1   | 0     | 0        |

## Сборная Азербайджана
С 4 января по 12 февраля 2010 года участвовал в учебно-тренировочных сборах юношеской сборной до 15 лет в германском городе Дуйсбург.
В 2012 году, будучи игроком клуба «Локомотив-Баладжары» привлекался в состав юношеской сборной Азербайджана до 19 лет, для прохождения учебно-тренировочных сборов.